# Arctia corsica
Arctia corsica är en fjärilsart som beskrevs av Charles Oberthür 1911. Arctia corsica ingår i släktet Arctia och familjen björnspinnare. Inga underarter finns listade i Catalogue of Life.